# Фоллон (Монтана)
Фоллон (англ. Fallon) — переписна місцевість (CDP) в США, в окрузі Прері штату Монтана. Населення — 122 особи (2020).

## Географія
Фоллон розташований за координатами 46°50′13″ пн. ш. 105°7′39″ зх. д. / 46.83694° пн. ш. 105.12750° зх. д. (46.837050, -105.127496).  За даними Бюро перепису населення США в 2010 році переписна місцевість мала площу 13,71 км², з яких 13,16 км² — суходіл та 0,56 км² — водойми.

## Демографія
Згідно з переписом 2010 року, у переписній місцевості мешкали 164 особи в 72 домогосподарствах у складі 46 родин. Густота населення становила 12 особи/км².  Було 90 помешкань (7/км²).
Расовий склад населення:
| - 100,0 % — білих |

До двох чи більше рас належало 0,0 %. Частка іспаномовних становила 3,7 % від усіх жителів.
За віковим діапазоном населення розподілялося таким чином: 23,8 % — особи молодші 18 років, 60,3 % — особи у віці 18—64 років, 15,9 % — особи у віці 65 років та старші. Медіана віку мешканця становила 48,3 року. На 100 осіб жіночої статі у переписній місцевості припадало 121,6 чоловіків;  на 100 жінок у віці від 18 років та старших — 98,4 чоловіків також старших 18 років.
Середній дохід на одне домашнє господарство  становив 63 548 доларів США (медіана — 44 167), а середній дохід на одну сім'ю — 83 977 доларів (медіана — 82 188). За межею бідності перебувало 7,4 % осіб, у тому числі 0,0 % дітей у віці до 18 років та 0,0 % осіб у віці 65 років та старших.
Цивільне працевлаштоване населення становило 65 осіб. Основні галузі зайнятості: освіта, охорона здоров'я та соціальна допомога — 40,0 %, сільське господарство, лісництво, риболовля — 15,4 %, роздрібна торгівля — 13,8 %, транспорт — 12,3 %.